# Пучина (фильм, 1958)
«Пучина» — советский телефильм 1958 года по одноимённой пьесе А. Н. Островского, фильм-спектакль режиссёров Юрия Музыканта и Антонина Даусона.
Экранизация спектакля Ленинградского академического театра драмы им. А.Пушкина в постановке Владимира Кожича, шедшего на сцене с 1955 года, перенесённая на экран уже после его смерти его учеником А. Н. Доусоном; в основных ролях те же актёры, что и в оригинальной театральной постановке.

## Сюжет
По одноимённой пьесе А. Н. Островского, имеющей подзаголовок «Сцены из московской жизни».
История жизни мелкого московского чиновника Кисельникова, скромного, чистого душой, но слабовольного человека, его — бывшего студента-идеалиста засасывает мещанская среда, и доведённый до нужды, он соглашается «жить как все» — брать взятки, но для такого человека как он переход нравственной «красной черты» ведёт к деградации в итоге приводящей к сумасшествию.
Отмечается, что экранизация удалась — «Пучина» А. Н. Островского — сложная пьеса, и её сюжет — лишь внешняя рамка:

Но им Островский в «Пучине» не ограничился, и режиссёры В. Кожич и А. Даусон угадали это. … в пьесе иная нить идеи Островского — мысль о незащищенности простого бедного человека в мире купли и продажи. Островский скорбит о жестокой доле бедняка, протестует против бесправия и нищеты. Писатель заставляет содрогнуться не только по поводу судьбы человека, которого столкнули в зловещую пучину сильные и жестокие люди. Он показывает также, как уродуется человеческая душа, как в человеческом сознании подтачиваются и вот уже готовы рухнуть моральные устои в результате его незащищенности и безысходности изнуряющего его горя. Изображая человека слабой воли, Островский обличает строй.

«Пучина» в постановке В. Кожича и А. Даусона — умный спектакль, который может служить образцом трактовки по-своему очень трудной пьесы.— Классика на цене: критические очерки / Юрий Александрович Головашенко. — М.: Искусство, 1964. — 300 с. — стр. 97

## В ролях
- Александр Борисов — Кирилл Филиппыч Кисельников
- Наталья Рашевская — Анна Устиновна, мать Кисельникова
- Адольф Шестаков — Антон Антонович Погуляев
- Василий Меркурьев — Пуд Кузьмич Боровцов
- Августа Козлова -Дарья Ивановна, жена Боровцова
- Анна Лисянская — Глафира Пудовна, дочь Боровцовых
- Михаил Екатерининский — Луп Лупыч Переярков, чиновник
- Александр Соколов — Ион Ионыч Турунтаев, военный в отставке
- Мария Екатерининская — Лизанька Кисельникова, в детстве
- Нина Мамаева — Лиза Кисельникова, взрослая
- Владимир Крюгер — неизвестный
- Юрий Родионов — Сухов

## О фильме
Фильм относится к классике советских фильмов-спектаклей, в 2019 году вошёл в программу архивных лент Госфильмфонда к Году театра в России.
Перенесённый фильмом на экран спектакль был поставлен Ленинградским академическим театром драмы им. А. Пушкина в 1955 году Владимиром Кожичем, мечтавшим экранизировать постановку, что было сделано уже после его смерти его учеником А. Н. Доусоном.

Постановка «Пучины», осуществленная уже после смерти Кожича его учеником, таким же страстным фанатиком Островского, как и учитель, Антонином Даусоном, отмечена большой вдумчивостью и основана на интересной режиссёрской экспозиции.— А. Н. Островский. сборник статей и материалов / Всероссийское театрально общество, Абрам Львович Штейн. — 1962. — 485 с. — С. 411

Над «Пучиной» работал режиссёр В. Кожич. Смерть помешала ему осуществить работу, которую он задумал ещё до войны. Спектакль этот поставлен по его режиссёрскому плану. «Пучина» в Ленинградском театре драмы имени имени Пушкина стала одним из самых интересных событий минувшего театрального сезона … встречена критикой приветливо.— Театр начинается с литературы: статьи / Леонид Малюгин. — М.: Искусство, 1967. — 242 с. — С. 119
Критика с восхищением писала об игре исполнителя главной роли актёра Александра Борисова:

В «Пучине» Островского с психологической глубиной он играет главную роль — человека, спускающегося по всем ступеням человеческой лестницы и человеческой судьбы. Борисов по-настоящему русский драматический, а не трагический актёр.— Волков Н. Д. - Театральные вечера. — М.: Искусство, 1966. 478 с.

Робкий чиновник Кисельников — герой в нравственном смысле не меньший, чем Дон Сезар и Протасов. Его противостояние кошмару жизни, его преступление и жестокая расплата за него — сумасшествие стали для В. П. Кожича приметами всё той же борьбы за человеческое достоинство. А. Н. Даусон, завершавший «Пучину» после смерти Кожича, писал Борисову: «Помните завет Владимира Платоновича — в стратосферу — потолка для этой роли нет…».— Александр Борисов / Юлия Петровна Рыбакова. — М.: Искусство, 1987. — 175 с. — С. 69